# Bare (gmina Kolašin)
Bare (cyr. Баре) – wieś w Czarnogórze, w gminie Kolašin. W 2011 roku liczyła 78 mieszkańców.